# Kabinett Demirel VII
Das Kabinett Demirel VII war die 49. Regierung der Türkei, die vom 21. November 1991 bis zum 25. Juni 1993 durch Ministerpräsident Süleyman Demirel geleitet wurde.
Nachdem die Anavatan Partisi (ANAP) unter Turgut Özal in den 1980er-Jahren nach dem Militärputsch 1980 die bestimmende Partei war und alleine regieren konnte, schwand Ende des Jahrzehnts die Zustimmung in der Bevölkerung aufgrund von Günstlingswirtschaft und parteiinternen Streitigkeiten. Nachdem Mesut Yılmaz den Machtkampf in der ANAP gegen den vorherigen Ministerpräsidenten Yıldırım Akbulut gewonnen und zum Ministerpräsidenten gewählt worden war, entschied er sich für vorgezogene Neuwahlen, um sich vom Abwärtstrend der ANAP abzusetzen.
Die Wahl im Oktober 1991 gewann die Doğru Yol Partisi (DYP) mit 27 % und 178 Sitzen im Parlament. Die ANAP behauptete sich gut, konnte aber mit 115 Sitzen nur zweitstärkste Kraft werden, dann folgte die Sosyaldemokrat Halkçı Parti (SHP) mit 88 Sitzen. DYP und SHP konnten sich auf eine Koalition einigen und DYP-Parteivorsitzender Süleyman Demirel wurde neuer Ministerpräsident. Sein Stellvertreter wurde der SHP-Vorsitzende Erdal İnönü.
Am 16. Mai 1993 wurde Süleyman Demirel zum Nachfolger des verstorbenen Staatspräsidenten Turgut Özal gewählt. Aufgrund der Bestimmungen der türkischen Verfassung musste er sein Amt als Ministerpräsident und Vorsitzender der DYP abgeben. Am 13. Juni 1993 wählte die DYP Tansu Çiller zum neuen Parteivorsitzenden und am 25. Juni wählte sie die Koalition zur neuen Ministerpräsidentin des Landes. Zwischen dem 16. Mai und dem 25. Juni führte der stellvertretende Ministerpräsident İnönü die Geschäfte des Ministerpräsidenten.

## Minister
| Titel                                                                 | Name               | Partei                                                                | Amtszeit |
| --------------------------------------------------------------------- | ------------------ | --------------------------------------------------------------------- | -------- |
| Ministerpräsident bis 16. Mai 1993                                    | Süleyman Demirel   | DYP                                                                   |          |
| Stellvertretender Ministerpräsident ab 16. Mai 1993 Ministerpräsident | Erdal İnönü        | SHP                                                                   |          |
| Staatsminister                                                        |                    |                                                                       |          |
| Cavit Çağlar                                                          | DYP                |                                                                       |          |
| Tansu Çiller                                                          | DYP                |                                                                       |          |
| Ekrem Ceyhun                                                          | DYP                |                                                                       |          |
| Akın Gönen                                                            | DYP                |                                                                       |          |
| Gökberk Ergenekon                                                     | DYP                |                                                                       |          |
| Sefa Kilercioğlu                                                      | DYP                |                                                                       |          |
| Ömer Barutçu                                                          | DYP                |                                                                       |          |
| Mehmet Batallı                                                        | DYP                |                                                                       |          |
| Şerif Ercan                                                           | DYP                |                                                                       |          |
| Mehmet Ali Yılmaz                                                     | DYP                |                                                                       |          |
| Mehmet Kahraman                                                       | DYP                |                                                                       |          |
| Güler İleri Türkan Akyol                                              | SHP                | 21. November 1991 – 22. Februar 1992 22. Februar 1992 – 25. Juni 1993 |          |
| Erman Şahin                                                           | SHP                |                                                                       |          |
| İbrahim Tez                                                           | SHP                |                                                                       |          |
| Justizminister                                                        | Seyfi Oktay        | SHP                                                                   |          |
| Verteidigungsminister                                                 | Nevzat Ayaz        | DYP                                                                   |          |
| Innenminister                                                         | İsmet Sezgin       | DYP                                                                   |          |
| Außenminister                                                         | Hikmet Çetin       | SHP                                                                   |          |
| Finanzminister                                                        | Sümer Oral         | DYP                                                                   |          |
| Bildungsminister                                                      | Köksal Toptan      | DYP                                                                   |          |
| Minister für öffentliche Arbeiten und Siedlungswesen                  | Onur Kumbaracıbaşı | SHP                                                                   |          |
| Minister für Gesundheit und Sozialhilfe                               | Yıldırım Aktuna    | DYP                                                                   |          |
| Verkehrsminister                                                      | Yaşar Topçu        | DYP                                                                   |          |
| Minister für Arbeit und soziale Sicherheit                            | Mehmet Moğultay    | SHP                                                                   |          |
| Minister für Handel und Industrie                                     | Tahir Köse         | SHP                                                                   |          |
| Minister für Kultur                                                   | Fikri Sağlar       | SHP                                                                   |          |
| Minister für Tourismus                                                | Abdülkadir Ateş    | SHP                                                                   |          |
| Minister für energie und natürliche Ressourcen                        | Ersin Faralyalı    | DYP                                                                   |          |
| Minister für Landwirtschaft und dörfliche Angelegenheiten             | Necmettin Cevheri  | DYP                                                                   |          |
| Minister für Forsten                                                  | Vefa Tanır         | DYP                                                                   |          |
| Umweltminister                                                        | Bedrettin Akyürek  | DYP                                                                   |          |